# Кардіоміоцит

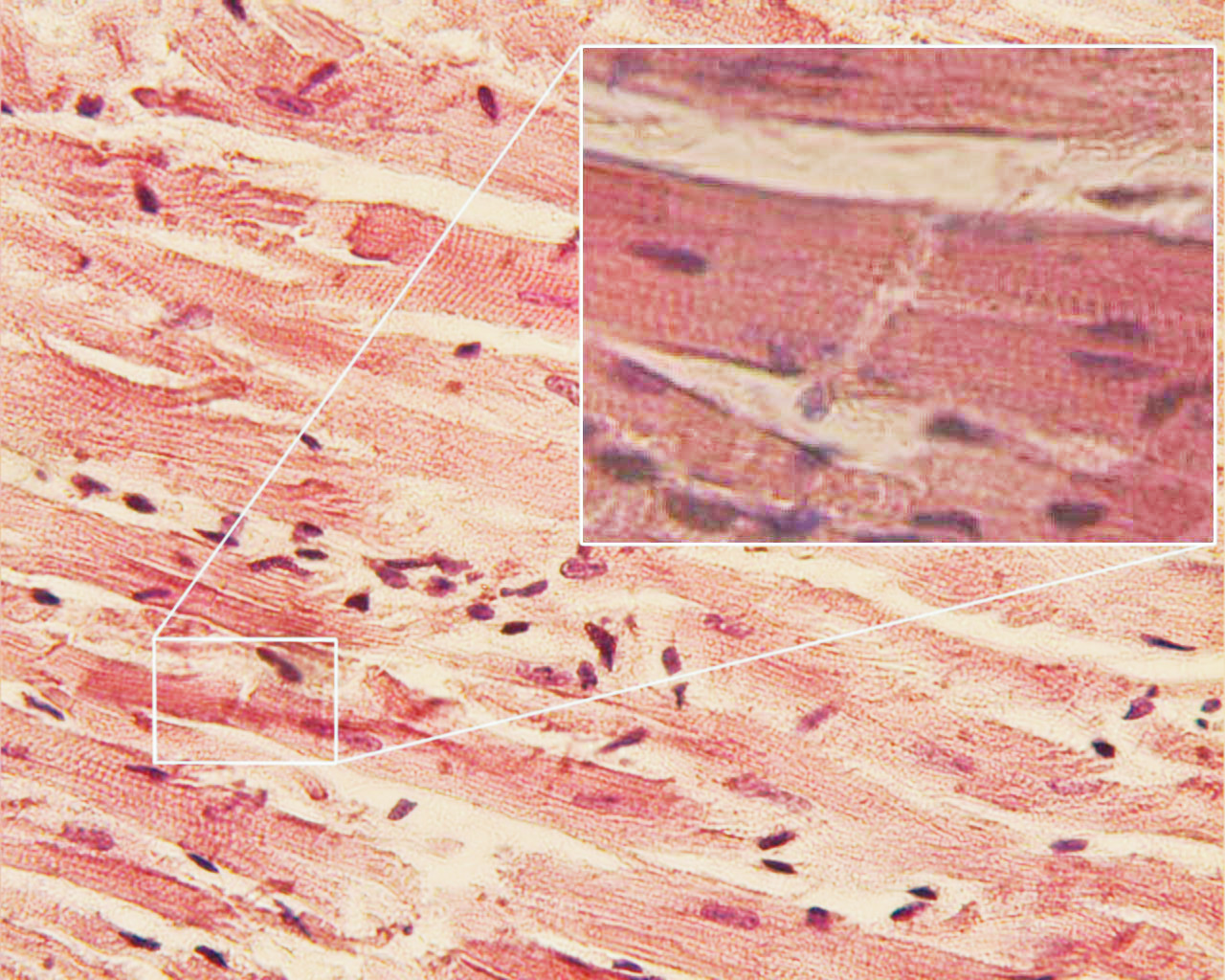
Кардіоміоцит

Кардіоміоци́т (лат. cardiomiocytes) — м'язова клітина серця, яка є структурною одиницею міокарду.
Клітини серцевого м’яза смугасті, розгалужені, містять багато мітохондрій. Кожен кардіоміоцит містить одне центральне ядро, оточене клітинною мембраною, відомою як сарколема. Сарколема клітин міокарда містить потенціалзалежні кальцієві канали, спеціалізовані іонні канали, яких немає в скелетних м’язах.
Клітини серцевого м’яза містять розгалужені волокна, з’єднані інтеркальованими дисками, які містять щілинні з’єднання та десмосоми. Ці взаємозв’язки дозволяють кардіоміоцитам синхронно скорочуватися, дозволяючи серцю працювати як насос.
Дорослі кардіоміоцити - це термінально диференційовані клітини, нездатні до росту та диференціації в імплантованій серцевій тканині.

## Будова
Кардіоміоцити — клітини прямокутної форми, мають одне або два ядра, що розташовані в центрі клітини. Клітини мають органели спеціального призначення (міофібрили) і загального призначення (мітохондрії, ендоплазматична сітка та ін.). Кардіомиоцити з'єднуються між собою щільними контактами, утворюючи синцитій.
Для серцевої м'язової тканини характерна велика кількість мітохондрій, що розташовуються біля ядра. З цим пов'язана здатність серця до безперервної діяльності, оскільки мітохондрії продукують енергію у вигляді АТФ завдяки реакціям окисного фосфорилювання.
Кардіоміоцити відносно малі, 10–20  мкм завширшки та 50–100  мкм завдовжки.

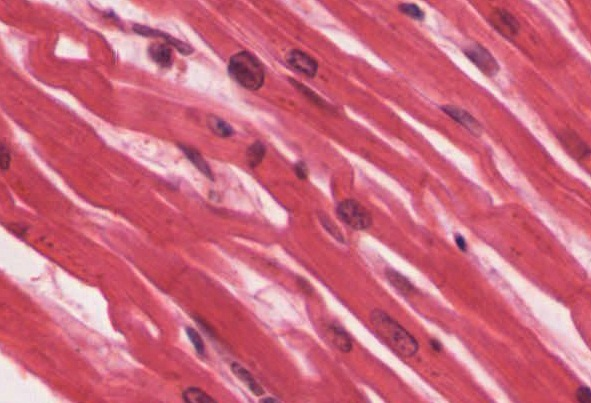
Кардіоміоцит

Усі кардіоміоцити розділяють на:
•Типові (скоротливі) — забезпечують скорочення серця
•Атипові, які розділяють на секреторні та провідні 

## Регенерація
Вважалося, що клітини серцевого м'яза не можуть відновлюватися. Однак це було спростовано звітом, опублікованим у 2009 році. Олаф Бергманн і його колеги з Каролінського інституту в Стокгольмі протестували зразки серцевого м’яза людей, народжених до 1955 року, які мали дуже слабкий серцевий м’яз навколо серця, багато з яких мали інвалідність через цю аномалію. Використовуючи зразки ДНК багатьох сердець, дослідники підрахували, що 4-річна дитина оновлює приблизно 20% клітин серцевого м’яза на рік, а близько 69% клітин серцевого м’яза 50-річної дитини утворюється після народження.
Фізіологічна регенерація серцевої м'язової тканини відбувається на внутрішньоклітинному рівні з високою інтенсивністю, тому що для кардіоміоцитів характерне швидке їх зношування. Активність цього процесу посилюється при підвищеному навантаженні на серцеву м'язову тканину (наприклад, при виконанні важкої механічної роботи). У вказаних умовах відбувається різко виражена гіпертрофія кардіоміоцитів зі збільшенням їх діаметра вдвічі.
Репаративна регенерація на тканинному і клітинному рівнях у дорослої людини не відбувається. При виражених пошкодженнях цієї тканини (наприклад, при інфаркті міокарда, що розвивається внаслідок припинення кровопостачання певної його ділянки) кардіоміоцити гинуть, а на їхньому місці надалі розростається сполучна тканина, що формує рубець.